# Ribnitz

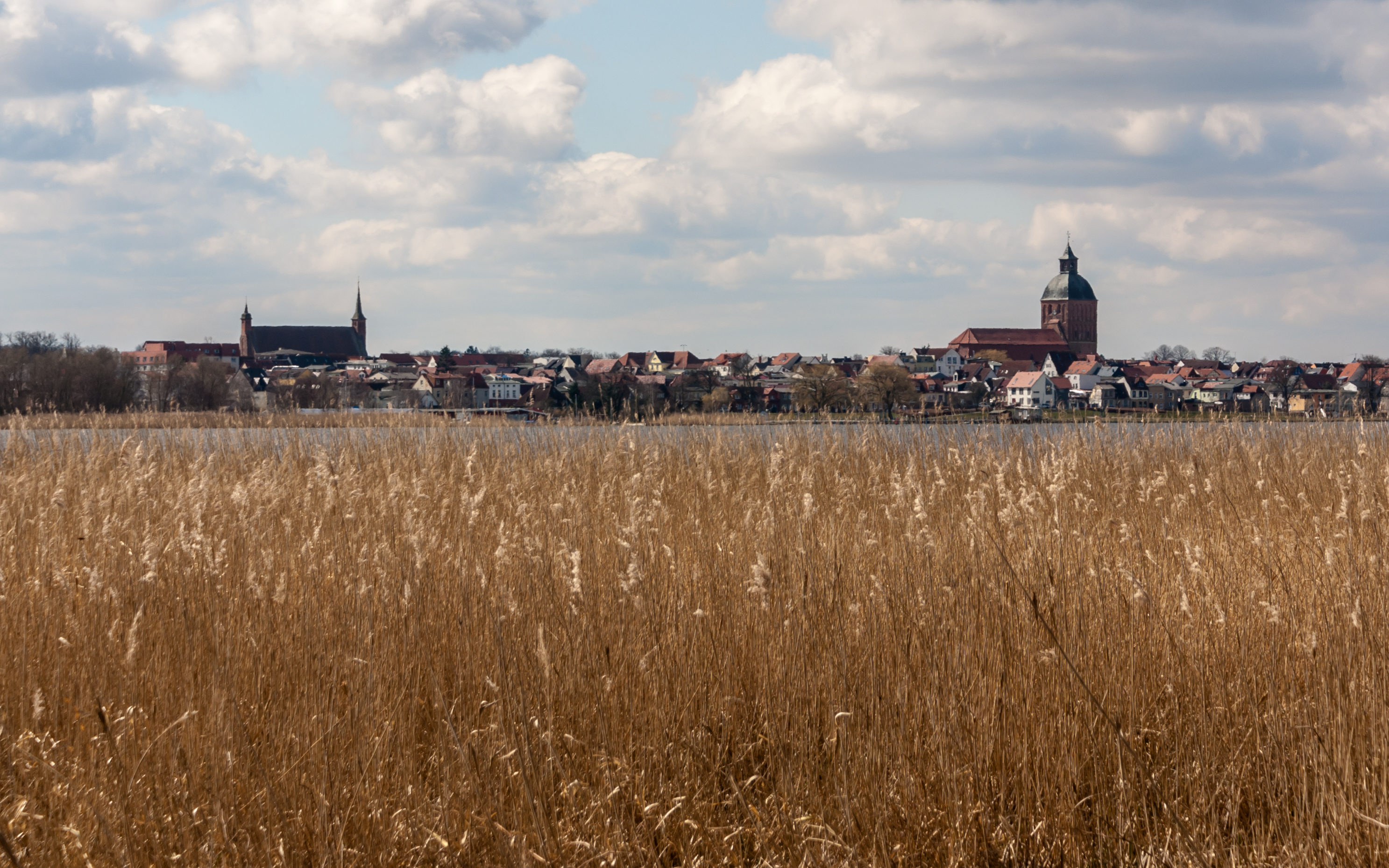
Blick über den Saaler Bodden auf Ribnitz

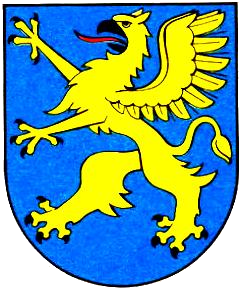
Wappen von Ribnitz

Ribnitz ist ein Stadtteil von Ribnitz-Damgarten und war bis 1950 eine selbständige Grenzstadt in Mecklenburg.
Ribnitz bildet den westlichen Teil der Stadt Ribnitz-Damgarten und liegt zwischen den Hansestädten Rostock und Stralsund westlich des Flusses Recknitz an dessen Mündung in den Bodden (Ribnitzer See).

## Geschichte

Ribnitz 1630

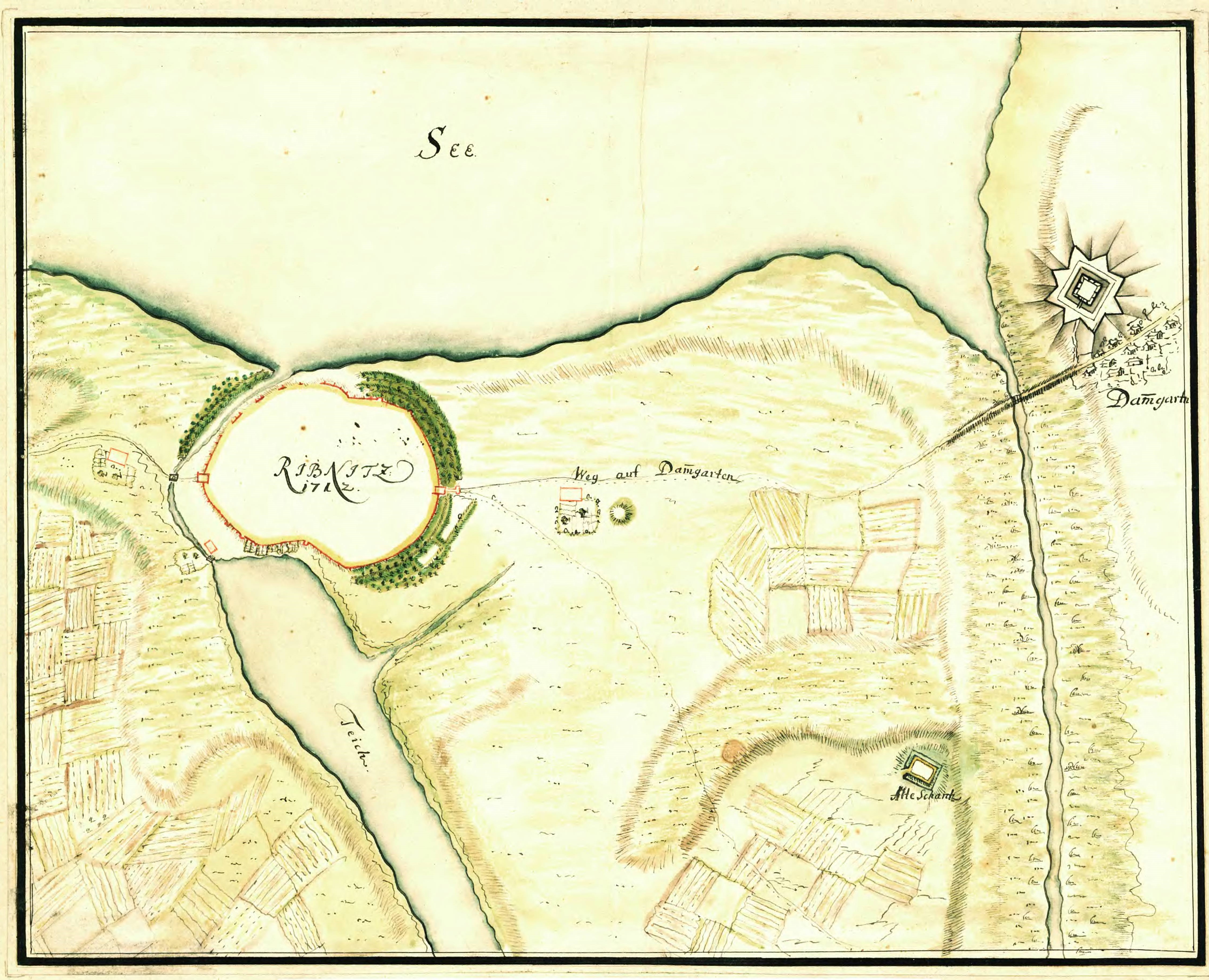
Ribnitz im Jahr 1712

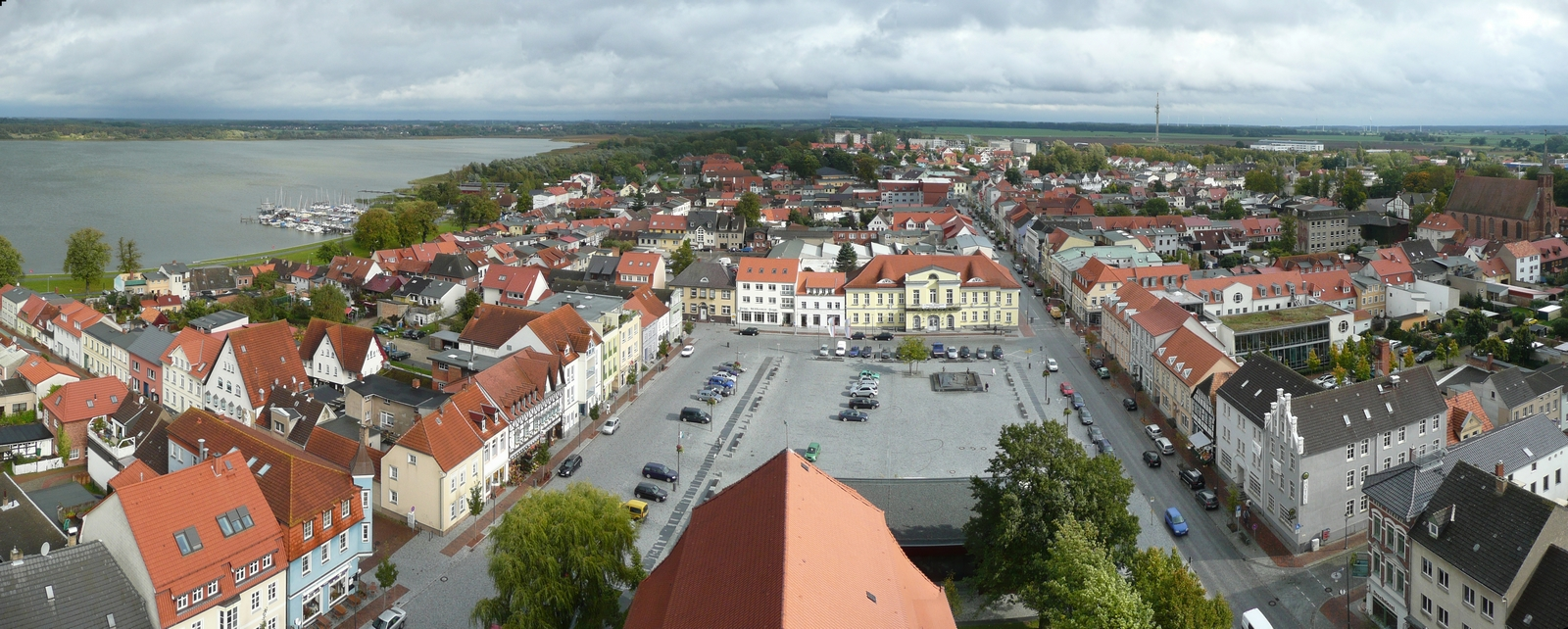
Blick vom Turm der Marienkirche über den Ostteil von Ribnitz

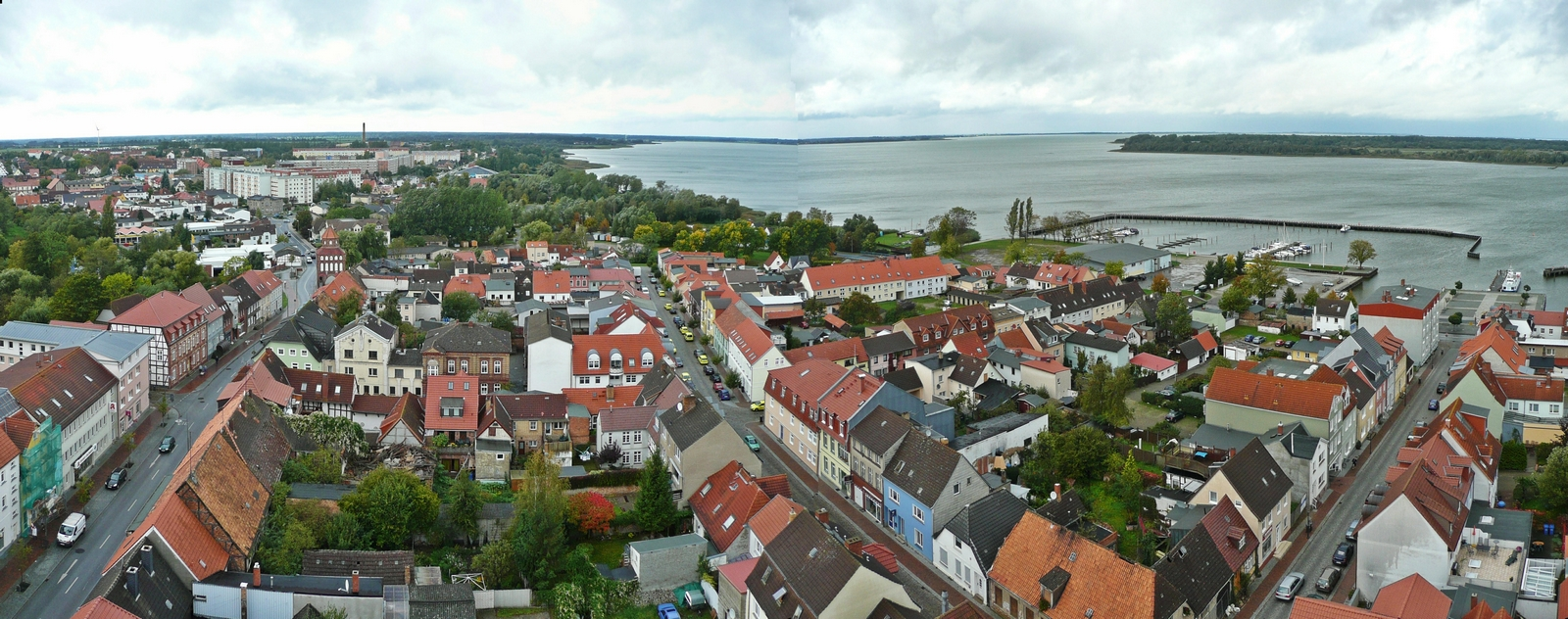
Blick vom Turm der Marienkirche über den Westteil von Ribnitz

Entstanden ist die Stadt aus der Ortschaft Rybanis (Ryba bedeutet „Fisch“), welche in der sumpfigen Recknitzniederung lag. Der Übergang über die Recknitz wird auch Mecklenburger Pass genannt. Auf der Ribnitzer Seite befindet sich unmittelbar am Fluss das Pass-Gehöft.
Zum Schutz des wichtigen Flussüberganges über die Recknitz ließen die mecklenburgischen Fürsten in Flussnähe um 1200 eine Burg errichten, die der Keim des späteren Ribnitzer Ortskerns wurde. Bis in das 14. Jahrhundert gehörte der Ort noch zur Herrschaft Rostock, danach zum Fürstentum, später (Groß-)Herzogtum Mecklenburg.
Ribnitz wird erstmals in einer Urkunde aus dem Jahre 1233 erwähnt. Im Jahr 1323 wurde das Klarissenkloster Ribnitz vom mecklenburgischen Fürsten Heinrich II. gegründet. Ribnitz wurde Landstadt in Mecklenburg und war als solche eine der Städte im Wendischen Kreis, die bis 1918 auf mecklenburgischen Landtagen der 1523 vereinten Landstände vertreten waren.
Bis zum Ende des Dreißigjährigen Krieges im Jahr 1648 bildet die Recknitz zwischen Ribnitz und Damgarten die Grenze zwischen dem Herzogtum Pommern und dem Herzogtum Mecklenburg. Danach bis zum Jahr 1815 zwischen Schwedisch-Pommern und von 1815 bis 1945 zwischen der preußischen Provinz Pommern und Mecklenburg.
1889 wurde der Bahnhof Ribnitz in Betrieb genommen. Der Aufschwung der Stadt Ribnitz begann 1934 mit dem Bau kriegswichtiger Produktionsanlagen (Walther-Bachmann-Flugzeugbau KG).
Nach Gründung der DDR und bis zur Deutschen Wiedervereinigung waren VEB Ostseeschmuck, VEB Faserplattenwerk und VEB riled Lederwaren bedeutende Industriebetriebe.
Am 1. Juli 1950 wurden die Städte Ribnitz und Damgarten zur späteren Kreisstadt Ribnitz-Damgarten vereinigt. Beide Stadtvertretungen hatten sich zuvor gegen den Zusammenschluss des mecklenburgischen Ribnitz mit dem (vor)pommerschen Damgarten ausgesprochen.

## Kultur
Stadtkulturhaus mit Klubkino des Landesverbandes Filmkommunikation Mecklenburg-Vorpommern. Das Kino besteht seit 1999. Es gibt einen Kinderhort.

## Sehenswürdigkeiten
- Das Klarissenkloster Ribnitz von 1323/24 und die Klosterkirche mit gotischer Holzplastik
- Die Marienkirche Ribnitz von 1233 wurde  mehrfach umgebaut.
- Das Rostocker Tor wurde im 15. Jahrhundert errichtet an der Stelle eines Vorgängerbaus von 1290
- Die Lange Straße mit klassizistischer Architektur
- Der Markt mit Bernsteinfischerbrunnen und Rathaus von 1834
- Das Deutsche Bernsteinmuseum im Klarissenkloster
- Die Galerie im Kloster
- Die Skulptur Der Zirkus kommt am Seeufer

## Persönlichkeiten
Persönlichkeiten mit zeitlichem Bezug nach Zusammenschluss der Städte (1950) – siehe unter Ribnitz-Damgarten

### Personen, die im Ort geboren wurden

#### Ribnitz
- Joachim Schröder (1613–1677), lutherischer Theologe, in Freudenberg geboren
- Lampert Hinrich Röhl (1724–1790), Mathematiker und Astronom
- Joachim Friedrich Zoch (1750–1833), Jurist, Bürgermeister von Rostock
- Johann Friedrich Pries (1776–1832), Pädagoge und Professor an der Universität Rostock
- Johann Ernst Nizze (1788–1872), Rektor des Gymnasiums der Hansestadt Stralsund
- Gustav Schliemann (1841–1973), Schauspieler
- Anna Gerresheim (1852–1921), Landschafts- und Bildnismalerin sowie Grafikerin
- Helene Otto (1856–1949), Schriftstellerin
- Paul Albrecht (1863–nach 1935), Schriftsteller
- August Diehn (1874–1942), Industrieller, Wehrwirtschaftsführer
- August Haut (1881–1958), Politiker (SPD), Mitglied der Lübecker Bürgerschaft und Senator für Arbeit und Wohlfahrt, Abgeordneter im Landtag von Schleswig-Holstein
- Georg Schmieter (1887–1972), Opern- und Operettensänger und Schauspieler
- Grete Schroeder-Zimmermann (1887–1955), Architektin
- Hermann Weidemann (1887–1961), Politiker (SPD)
- Otto Lemcke (1891–1933), Maler und Grafiker
- Helene Weyl (1893–1948), Autorin und Übersetzerin
- Adolf Hauth (1899–1975), Windjammer-Kapitän und Kap Hoornier, seit 2022 in der „Cape Horn Hall of Fame“
- Heinz Salomon (1900–1969), Politiker (SPD)
- Korl Meyer (1902–1945), Maler und Zeichner
- Walter Kramer (1902–1990), Gold- und Silberschmied, Erfinder des Fischlandschmucks
- Rudolf Wascher (1904–1956), geboren in Hirschburg, Politiker (KPD), antifaschistischer Widerstandskämpfer
- Hildegard Thierfelder (1908–1985), Archivarin
- Michael Denzin (1944–2017), Politiker (FDP), Abgeordneter des hessischen Landtags
- Monika Kaden (* 1949), Keramikerin, Bildhauerin und Zeichnerin

#### Petersdorf
- Ernst Stier (1877–1947), Landwirt und Politiker (DB)

### Personen, die in Ribnitz wirkten
- Beatrix von Mecklenburg (Beata von Ribnitz, † 1399), Äbtissin des Klarissenklosters Ribnitz. Sie wurde hier als Heilige verehrt, ihr Festtag ist der 8. April
- Ursula von Mecklenburg (1510–1586 in Ribnitz), letzte Äbtissin des Klarissenklosters Ribnitz; Grabmal in der Klosterkirche
- Helmuth Schröder (1842–1909 in Ribnitz), plattdeutscher Heimatdichter, in Ribnitz beerdigt
- Richard Wossidlo, Ethnograph, Volkskundler, 1939 beerdigt auf dem Alten Friedhof in Ribnitz
- Walter Wegner (1902–1978), nationalsozialistischer Bürgermeister 1934 bis 1945, später Staatssekretär in Niedersachsen
- Hans Erichson (1926–2020), Lehrer, Volkskundler und Museumsleiter
- Wolfgang Schlüter (1942–2019), Maler und Schmuckgestalter, lebte ab 1986 in Hirschburg

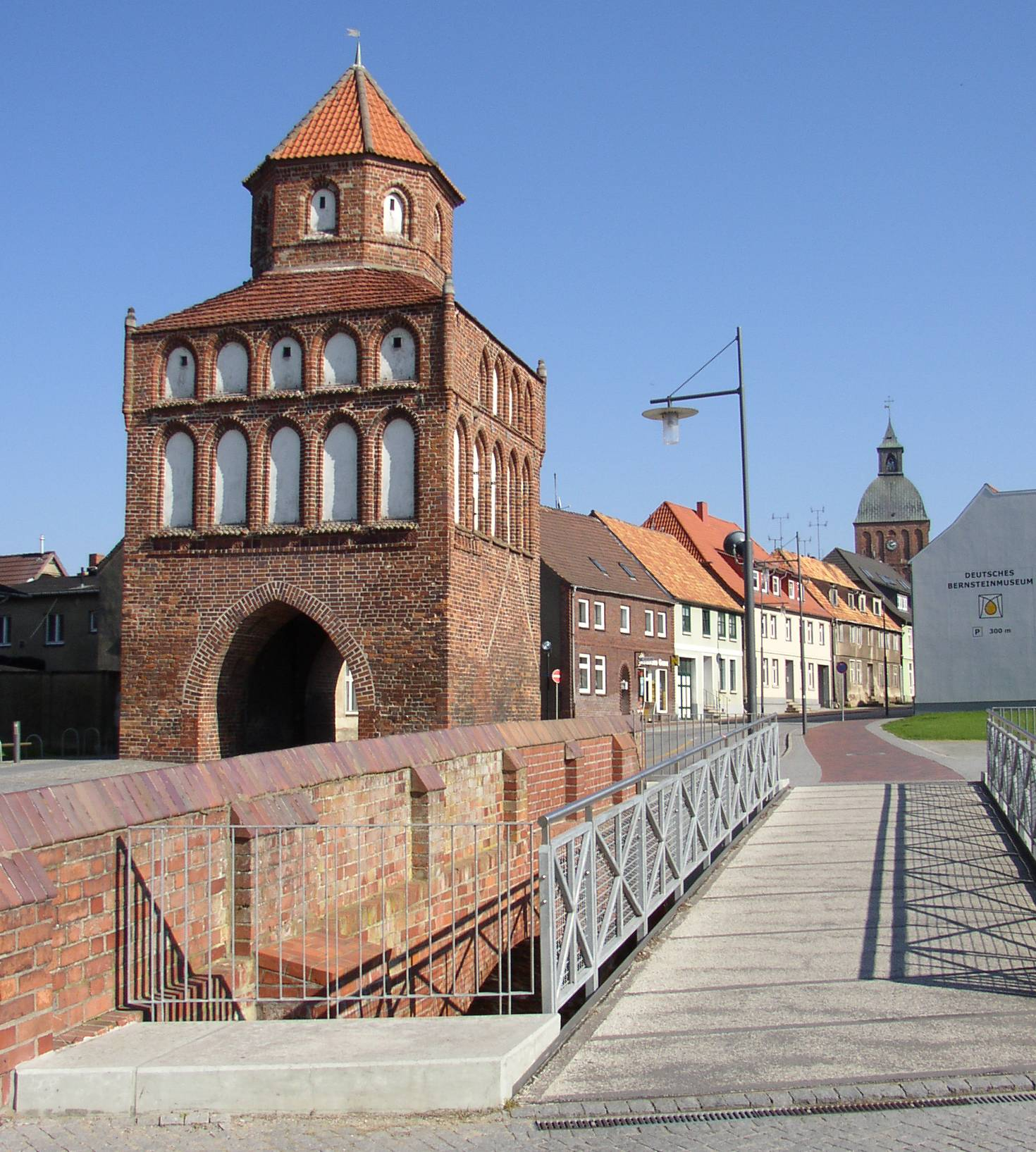
Rostocker Tor und Marienkirche
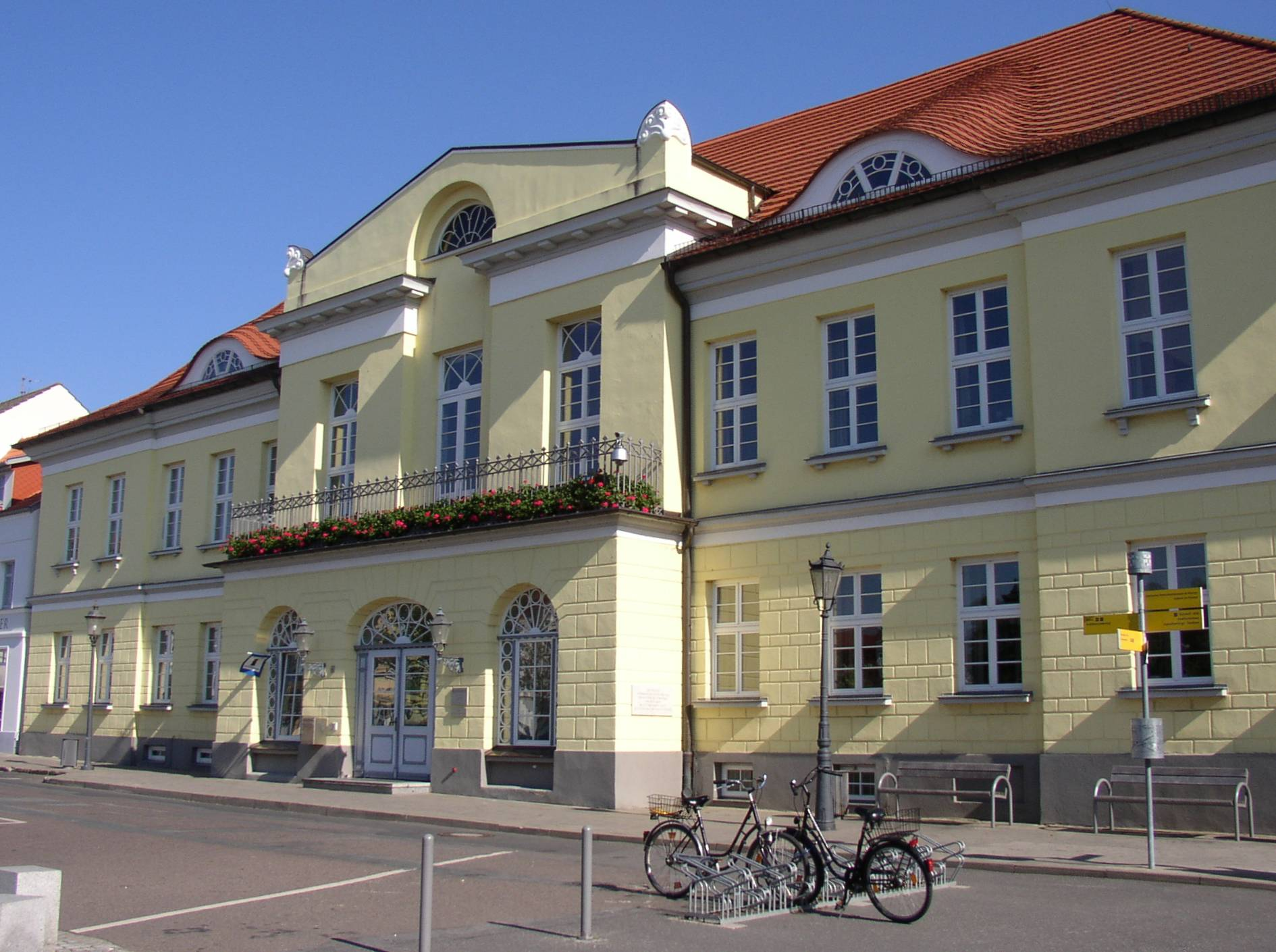
Rathaus
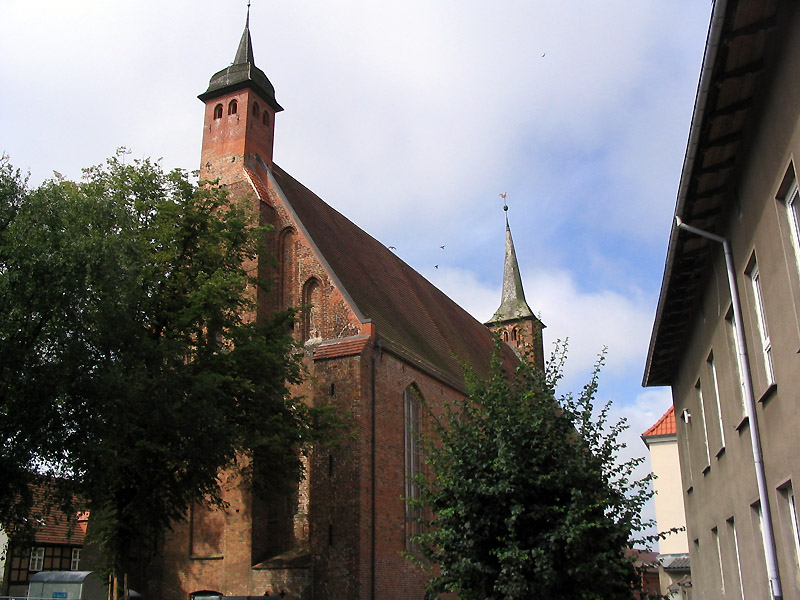
Deutsches Bernsteinmuseum im Klarissenkloster Ribnitz
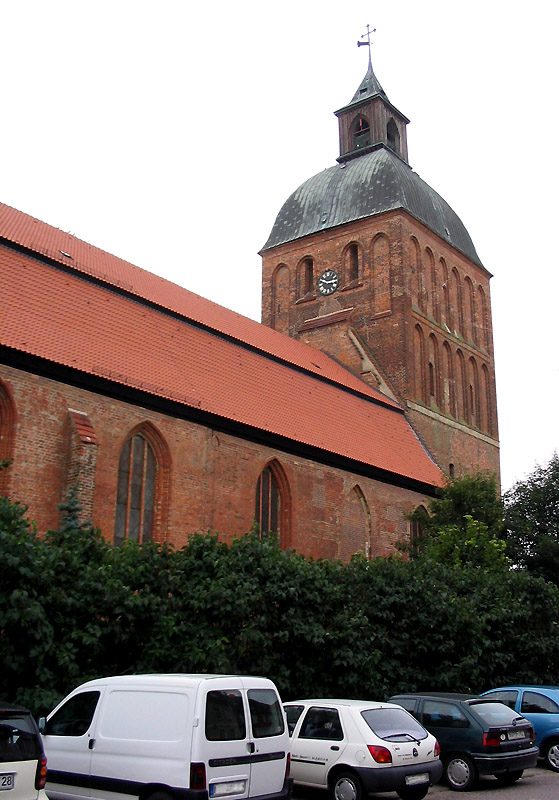
Marienkirche Ribnitz
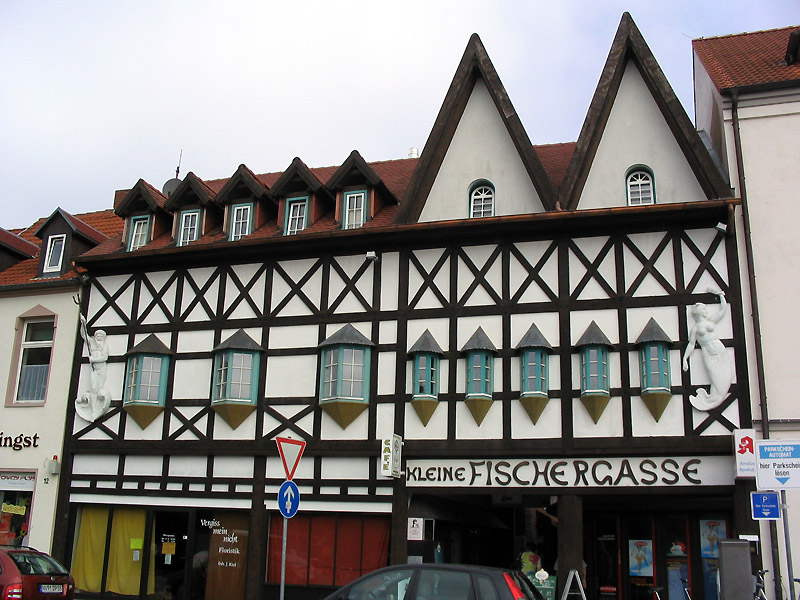
Eingang zur Fischergassen-Passage
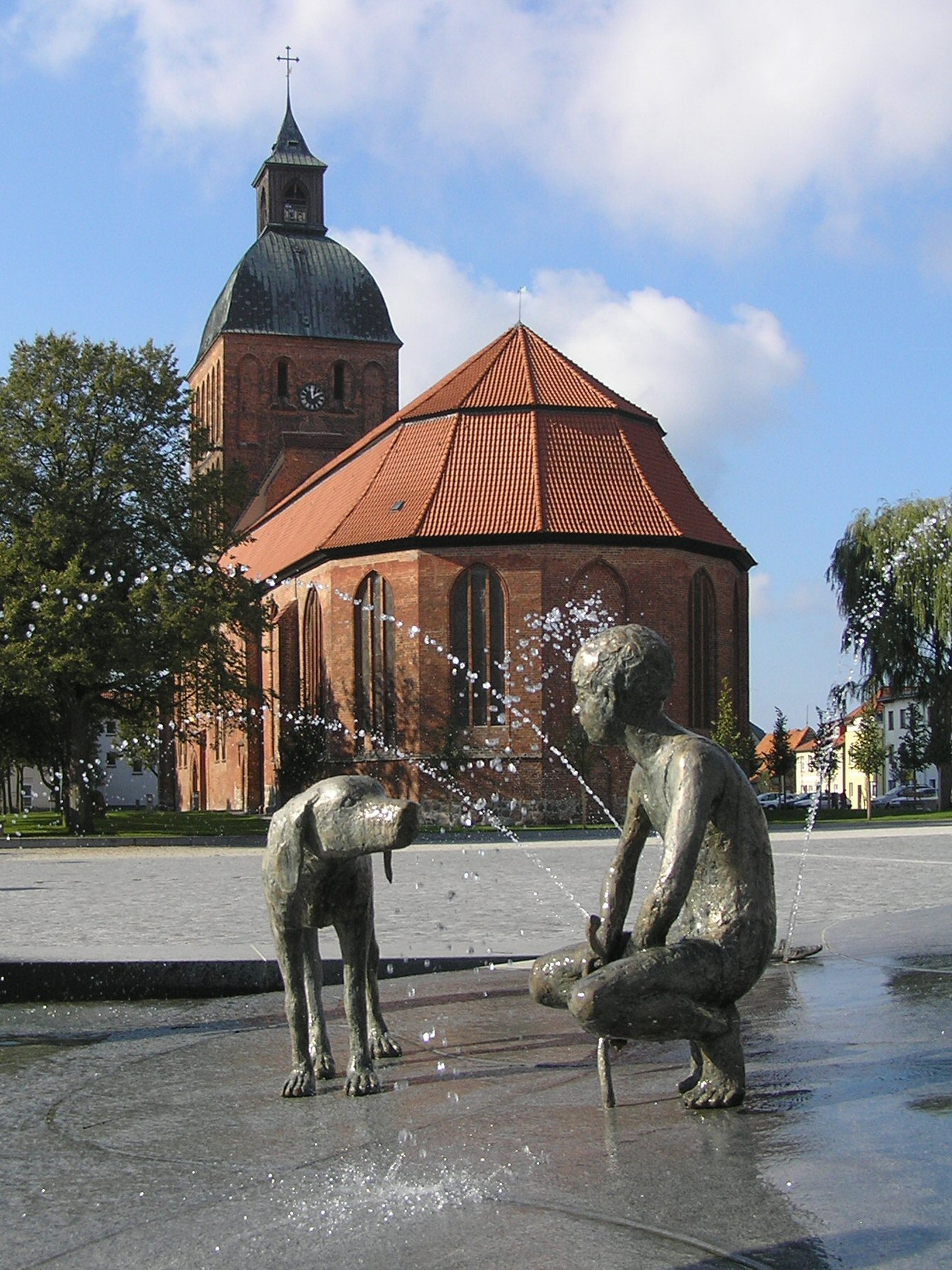
Der neue Brunnen am Markt

## Verkehr

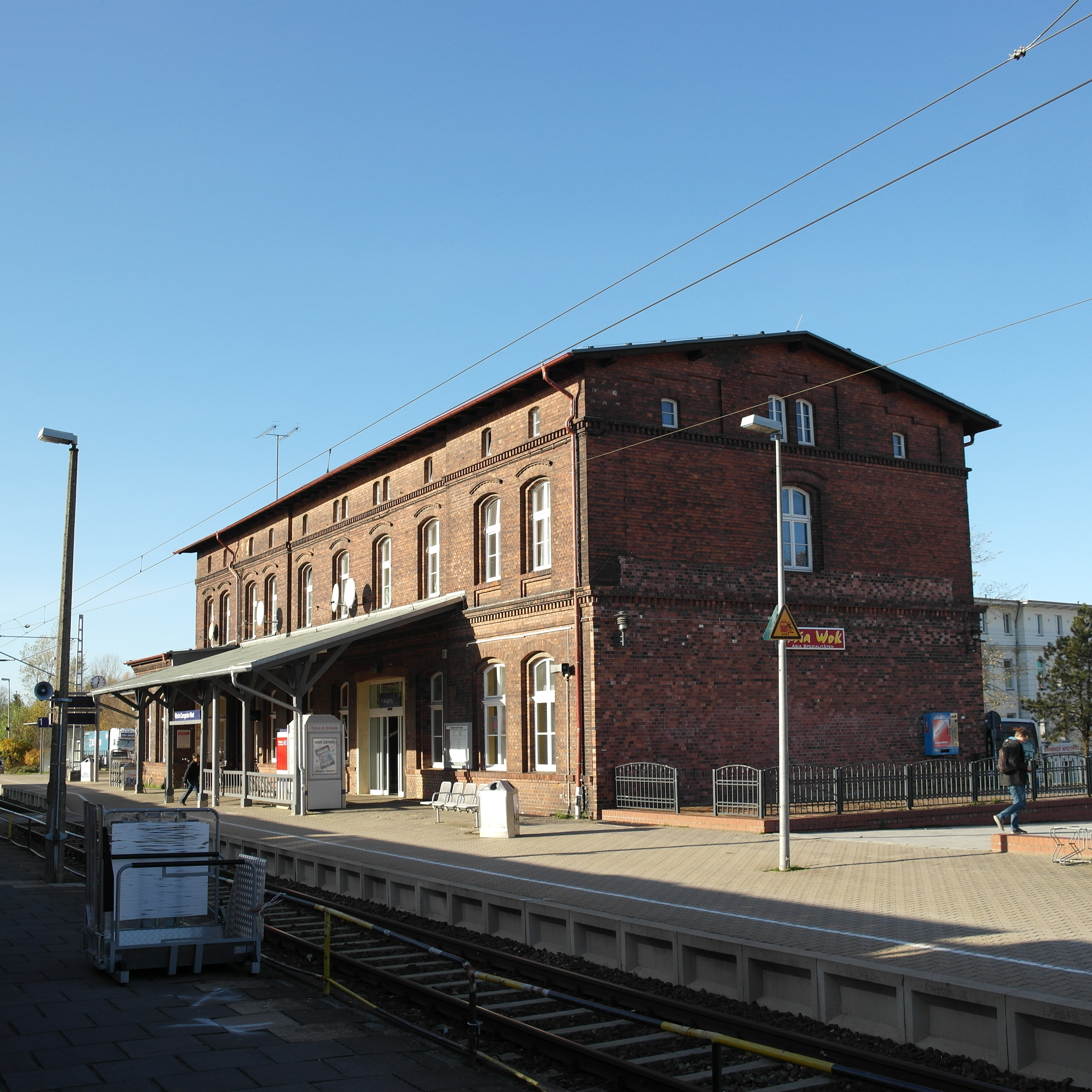
Empfangsgebäude Bahnhof Ribnitz-Damgarten West

Der Bahnhof Ribnitz-Damgarten West liegt im Stadtteil Ribnitz und ist an die Bahnstrecke Stralsund–Rostock angeschlossen. Es fahren alle zwei Stunden Züge Linie RE 9 (Rostock – Sassnitz). Zudem halten außerdem einzelne ICE-Züge von DB Fernverkehr auf der Linie 26 Karlsruhe – Frankfurt (Main) – Hamburg – Stralsund.